# تکل حسن ۲
تکل حسن ۲، روستایی در دهستان چاه حسن بخش چاه حسن شهرستان جازموریان در استان کرمان ایران است.

## جمعیت
بر پایه سرشماری عمومی نفوس و مسکن در سال ۱۳۹۵، جمعیت این روستا برابر با ۴۱۷ نفر (۸۸ خانوار) بوده است.